# Daniel Leino
Daniel Leino, född 29 augusti 1991, är en svensk före detta fotbollsspelare (mittfältare).

## Karriär
Leinos moderklubb är Gävle GIK. Leino spelade två matcher för Gefle IF i Allsvenskan 2009.
Leino värvades i mars 2012 av Strömsbergs IF. Han spelade tre säsonger för Strömsberg. 
I mars 2015 skrev Leino på för division 2-klubben Valbo FF.